# Список млекопитающих Кирибати
Этот список является списком видов млекопитающих обитающих на территории Кирибати, здесь насчитывается 13 видов млекопитающих, все из которых являются морскими млекопитающими из отряда Китообразные. Ни один из этих видов не считается подверженным риску, но некоторые из них не имеют достаточных данных для оценки опасности, которыми они могут подвергаться.
Морские млекопитающие отряда Китообразных, идентифицированные в Тихом океане, описаны в обзоре литературы Миллера (2006) и Секретариата Тихоокеанской региональной программы по окружающей среде (SPREP). Пересмотр списка китообразных, зарегистрированных в океане, окружающем острова Кирибати, был проведен Миллером (2009).
Следующие теги используются для выделения статуса сохранения каждого вида по оценке МСОП:
| EX | Extinct               | Исчезнувший                       |
| EW | Extinct in the wild   | Исчезнувшие в дикой природе       |
| CR | Critically Endangered | Находится под критической угрозой |
| EN | Endangered            | Находится под угрозой             |
| VU | Vulnerable            | Уязвим                            |
| NT | Near Threatened       | Близкий к угрожающему состоянию   |
| LC | Least Concern         | В наименьшей угрозе               |
| DD | Data Deficient        | Сведения недостаточны             |
| NE | Not Evaluated         | Виды с неисследованным статусом   |

Некоторые виды были оценены с использованием более ранних критериев. Виды, оцененные с использованием этой системы, имеют следующие категории вместо угрожаемых и наименее опасных:
| LR/cd | Lower risk/conservation dependent | Виды, которые были в центре внимания программ сохранения и, возможно, перешли в категорию более высокого риска, если эта программа была прекращена. |
| LR/nt | Lower risk/near threatened        | Виды, которые близки к тому, чтобы классифицироваться как уязвимые, но не являются объектом программ сохранения.                                    |
| LR/lc | Lower risk/least concern          | Виды, для которых не существует идентифицируемых рисков.                                                                                            |

## Подкласс:Звери

### Инфракласс:Eutheria

#### Отряд:Китообразные
- Подотряд: Усатые киты
  - Семейство: Гладкие киты
    - Род: Южные киты

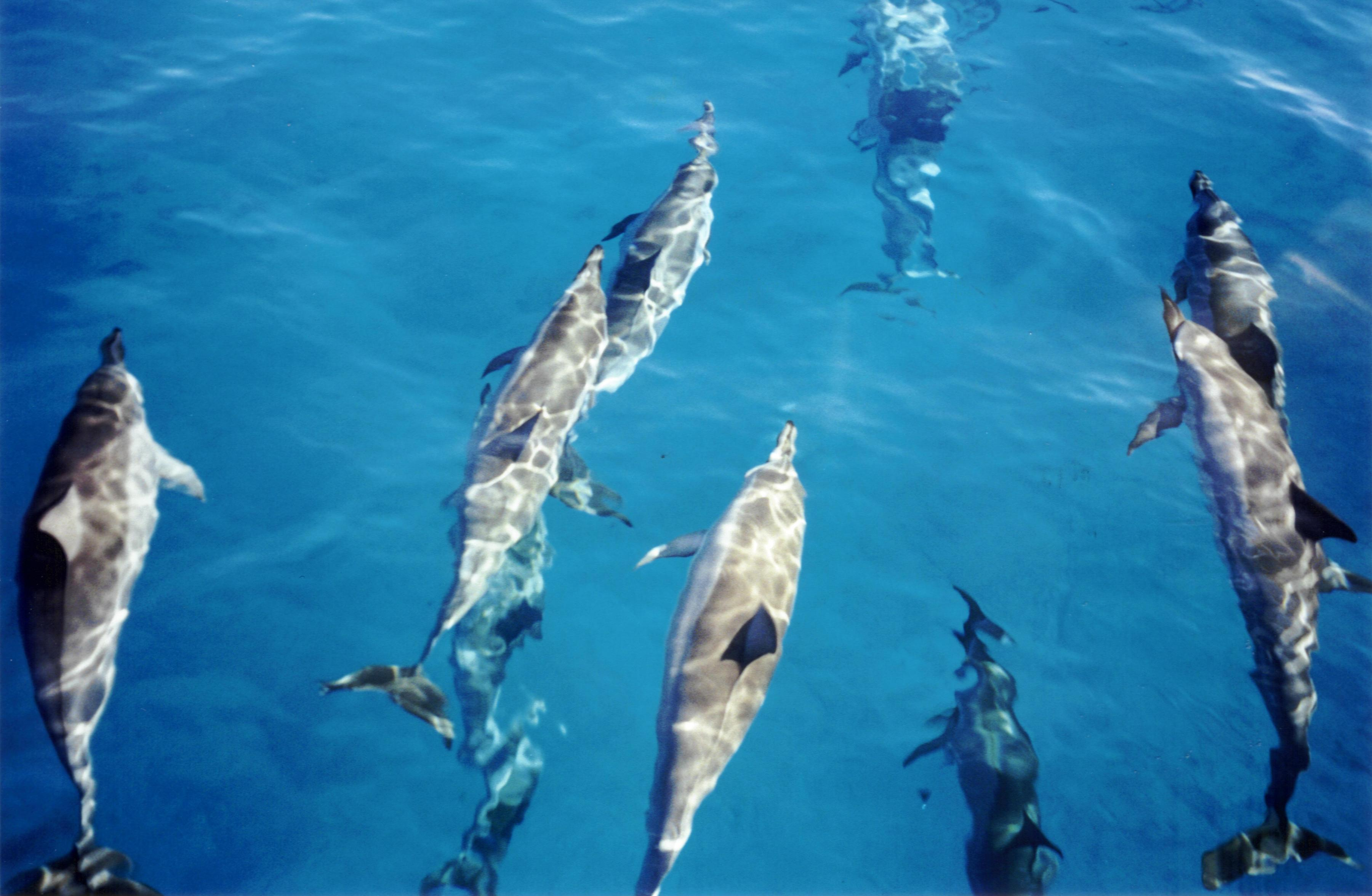
Длиннорылый продельфин

      - Южный гладкий кит, Eubalaena australis LR/cd[5]
- Подотряд: Зубатые киты
  - Семейство: Кашалотовые
    - Род: Кашалоты
      - Кашалот, Physeter macrocephalus VU[6]

  - Надсемейство: Platanistoidea
    - Семейство: Карликовые кашалоты
      - Род: Карликовые кашалоты
        - Малый карликовый кашалот, Kogia sima LR/lc

    - Семейство: Клюворыловые
      - Подсемейство: Hyperoodontinae
        - Род: Бутылконосы
          - Плосколобый бутылконос, Hyperoodon planifrons LR/cd

        - Род: Ремнезубы
          - Тупорылый ремнезуб, Mesoplodon densirostris DD
          - Японский ремнезуб, Mesoplodon ginkgodens DD
          - Mesoplodon hotaula DD

    - Семейство: Дельфиновые (морские дельфины)
      - Род: Крупнозубые дельфины
        - Крупнозубый дельфин, Steno bredanensis DD

      - Род: Продельфины
        - Длиннорылый продельфин, Stenella longirostris LR/cd

      - Род: Малайзийские дельфины
        - Малайзийский дельфин, Lagenodelphis hosei DD

      - Род: Гринды
        - Короткоплавниковая гринда, Globicephala macrorhynchus LR/cd

      - Род: Карликовые косатки
        - Карликовая косатка, Feresa attenuata DD

      - Род: Косатки
        - Косатка, Orcinus orca LR/cd